# Xanthocalanus giesbrechti
Xanthocalanus giesbrechti is een eenoogkreeftjessoort uit de familie van de Phaennidae. De wetenschappelijke naam van de soort is voor het eerst geldig gepubliceerd in 1903 door Thompson I.C..